# 低翼単葉ロボット機
低翼単葉ロボット機（ていよくたんようロボットき）は、1930年代に日本の発明家大河原碌碌によって製作された無人飛行機。正式名称は存在せず、項目名は大阪時事新報の記事での表記に習っている。「ロボット飛行機」などとも呼ばれた。

## 概要
大阪の松井鉄工所に技師として務めていた大河原は、商工省から発明奨励金の交付を受けつつ、1925年（大正15年）から「飛行機の自動安全装置」の研究を続けていた。これはジャイロスコープと翼内の風圧機を液体入りの管で繋ぐことで、風圧機がジャイロスコープに自動的に働きかけて機体を安定させるという「液体伝導差動装置」によるものだった。1932年（昭和7年）前後から、大河原はこの装置を応用した無人飛行機の研究に着手し、1934年（昭和9年）には1機目の実験機が完成したが、飛行前に水害により喪失。その後、1936年（昭和11年）7月に2機目を完成させた。この機体の無電操縦実験は同年中に新淀川河原で極秘裏に行われ、日本陸海軍や逓信省とその外局である航空局などといった当局の関係者が立ち会った。
機体は低翼単葉の単発機で、2機目の翼幅は5.2 m。エンジンも大河原によって製作された。操縦は地上の無電発信装置でのボタン操作によって行われ、短波によるモールス符号によって機上の受信機に伝えられた指示に従い、上昇・下降・転舵といった各種機動がなされる。また、液体伝導差動装置によって無人飛行に必要なだけの安全性を確保している。実機の製作は大阪製鎖造機によって行われた。